# Lanterna magica

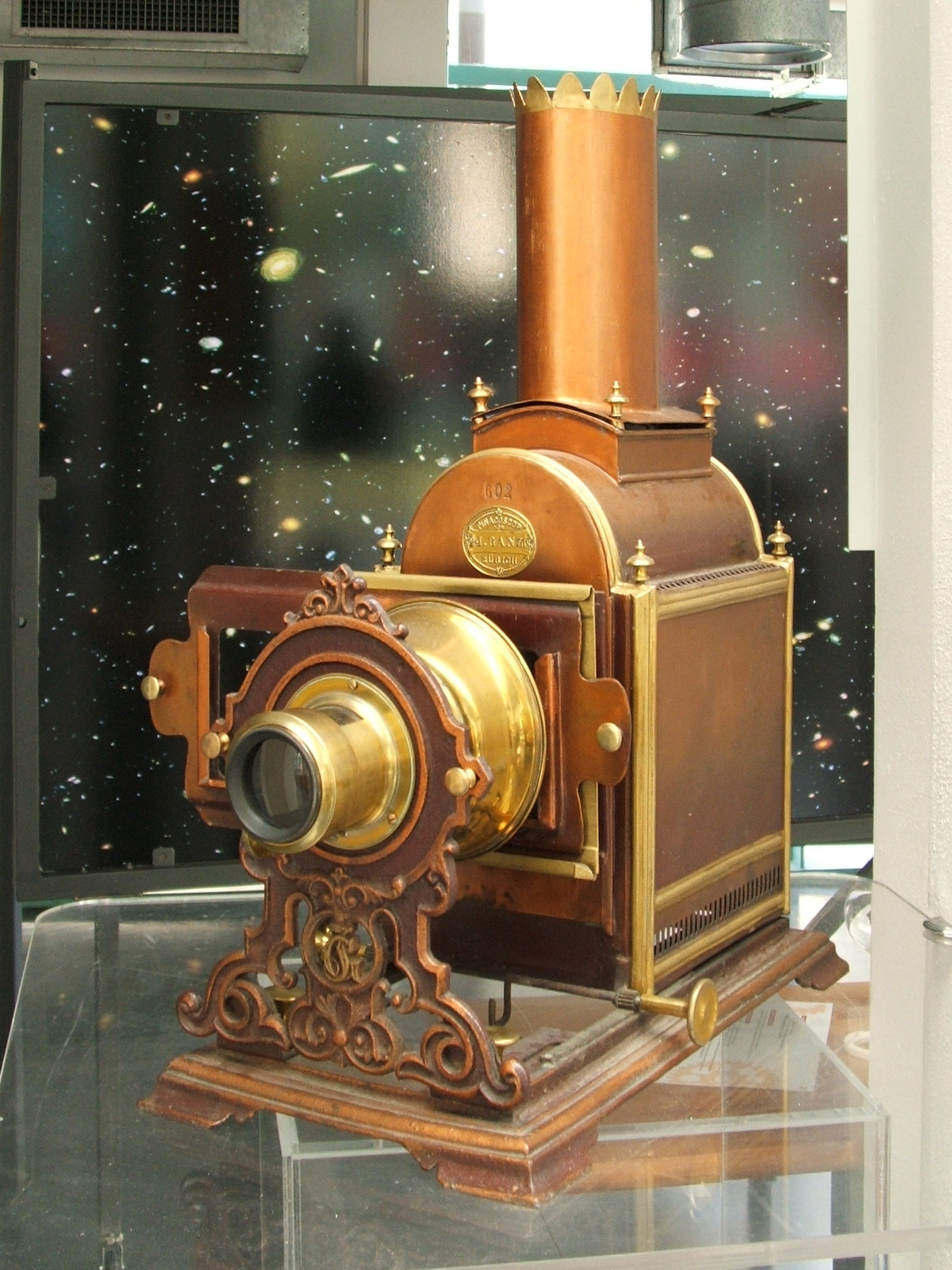
Un esempio di lanterna magica

La lanterna magica è uno strumento di proiezione di immagini dipinte (di solito su vetro) su una parete (o uno schermo appositamente predisposto) in una stanza buia, tramite una scatola chiusa contenente una candela, la cui luce è filtrata da un foro sul quale è applicata una lente. Il procedimento è del tutto analogo nella sostanza a quello di un moderno proiettore di diapositive. 
Si tratta del dispositivo del precinema più vicino allo spettacolo cinematografico vero e proprio.

## Principio di funzionamento

Schema di lanterna magica. M = specchio; L = lente convergente; ab = immagine dipinta su vetro; m = sistema lenticolare (obiettivo); BA = immagine rovesciata e ingrandita. Da Ganot, Corso di fisica elementare, 1868.

## Storia
(I dolori del giovane Werther, Goethe)
La più antica descrizione di una lanterna magica risale al 1646, quando il padre gesuita Athanasius Kircher la incluse nel libro Ars magna lucis et umbrae. Probabilmente però a quell'epoca lo strumento doveva essere già noto alle corti europee, importato forse dalla Cina tramite la mediazione degli arabi.
Nel 1659 il matematico, astronomo e fisico olandese Christiaan Huygens lo citò fra le sue invenzioni, definendolo proprio lanterna magica, mentre l'ottico don Matteo Campani in Italia l'avrebbe costruita nel 1678.
Lo spettacolo della lanterna magica è il più diretto antenato della proiezione cinematografica (che non si tratta di altro che della proiezione di fotografie invece che di lastre disegnate, a una velocità tale da dare l'illusione del movimento), e continuò ad essere praticato anche dopo l'invenzione del cinema. In epoca recente, l'italiana Laura Minici Zotti ha recuperato macchinari e modalità di proiezione delle lanterne magiche, contribuendo anche alla creazione del Museo del Precinema di Padova(1998).

## Uso

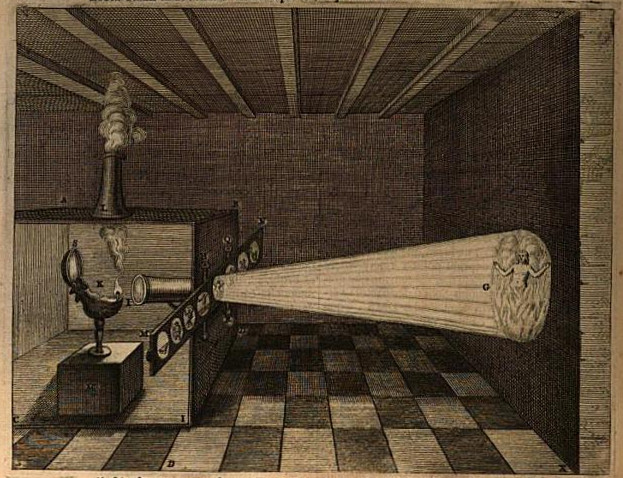
Spettacolo di lanterna magica

La diffusione della lanterna magica fu rapida ed ebbe due principali applicazioni: una didattica e una fantastica, di intrattenimento. Nel primo caso si poteva istruire mostrando luoghi, monumenti, oggetti, piante, animali che nessuno aveva mai visto, con un effetto molto più suggestivo della stampa; nell'altro caso si potevano proiettare immagini fantastiche, sia come sussidio alle conferenze e prediche religiose (si pensi alla serie di punizioni dei dannati tra le fiamme e alla felicità dei beati in paradiso quale supporto alla spiegazione dei versetti sul giudizio universale). I due scopi potevano anche essere strettamente collegati, per potenziare l'insegnamento sviluppando l'immaginazione.
Bisogna anche tener conto che fino al XIX secolo non esisteva una netta demarcazione tra scienza e suggestione, tra realtà e fantasia: la trattazione scientifica abbondava infatti di elementi magici e fantastici, mentre le suggestioni e superstizioni fantastiche si appoggiavano quasi sempre sull'osservazione di fenomeni reali dei quali non si sapeva dare spiegazione.
Non è dunque infrequente trovare nei vetrini da lanterna magica superstiti immagini vere e di fantasia accostate: animali reali e animali fantastici (come elefanti accanto a dragoni), luoghi lontani e luoghi immaginari (la Cina accanto a Atlantide), ecc.
Tra i più celebri usi vi fu però quello di suggestione spiritica, abilmente sfruttato da Cagliostro; prima di lui, all'inizio del XVII secolo, il mitico rabbino Loew aveva intrattenuto l'imperatore Rodolfo d'Asburgo con una processione dei suoi antenati, che atterrì i convitati nel castello di Praga, dando origine a un'esplosione di paura e confusione, che portò anche a un incendio.

## Il movimento

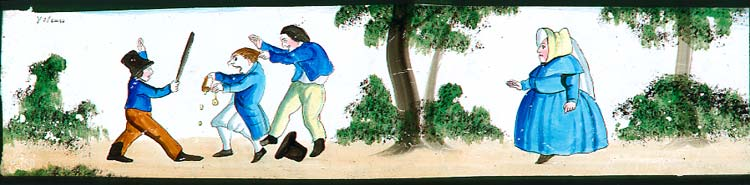
Lastra scorrevole per lanterna magica

Inizialmente con la lanterna magica si proiettava una sola diapositiva  per volta, ma a poco a poco, grazie a varie invenzioni accessorie (in particolare quella di Pieter van Musschenbroek), si arrivò a moltiplicare le immagini ed a farle muovere, magari facendo scorrere due o più lastre l'una sull'altra, ottenendo per esempio l'effetto di due persone che si allontanavano o di un cavaliere che muoveva verso un castello.
Marcel Proust, nel primo capitolo del primo volume del romanzo Alla ricerca del tempo perduto, racconta che il Narratore da bambino aveva in camera da letto una lanterna magica a lastre mobili sovrapposte che, grazie all'illusione del movimento, narravano storie della dinastia merovingia, come il traditore Golo che cavalca verso il castello dove vive Geneviève.

## Lanterna da proiezione di Duboscq
Considerata l'evoluzione della lanterna magica, è stata grazie alla sua versatilità, tra le lanterne più utilizzate tra la metà dell'800 e i primi del '900.
Funzionante tramite luce elettrica, luce di Drummond o attraverso una lampada ad arco, fu largamente usata in ambito scientifico, didattico e ricreativo, trovandosi difatti contemporaneamente sia in laboratori che in anfiteatri.
La lanterna con la sua lampada, diviene una sorgente luminosa in grado di utilizzare diversi strumenti scientifici come spettroscopi e polariscopi.
Su di essa potevano essere applicati numerosi e diversificiati accessori che permettevano la proiezione di immagini, effetti speciali (dissolvenze incrociate) e combinata con un microscopio fotoelettrico, consentiva la proiezione di preparati microscopici fortemente ingranditi. Altri accessori permettevano inoltre la proiezione di svariate esperienze come l'elettrolisi, figure magnetiche con polvere di ferro, immagini dei quadranti galvanometri.
Ulteriori ausili consistevano in filtri, diaframmi, fenditure.

## L'imbonitore

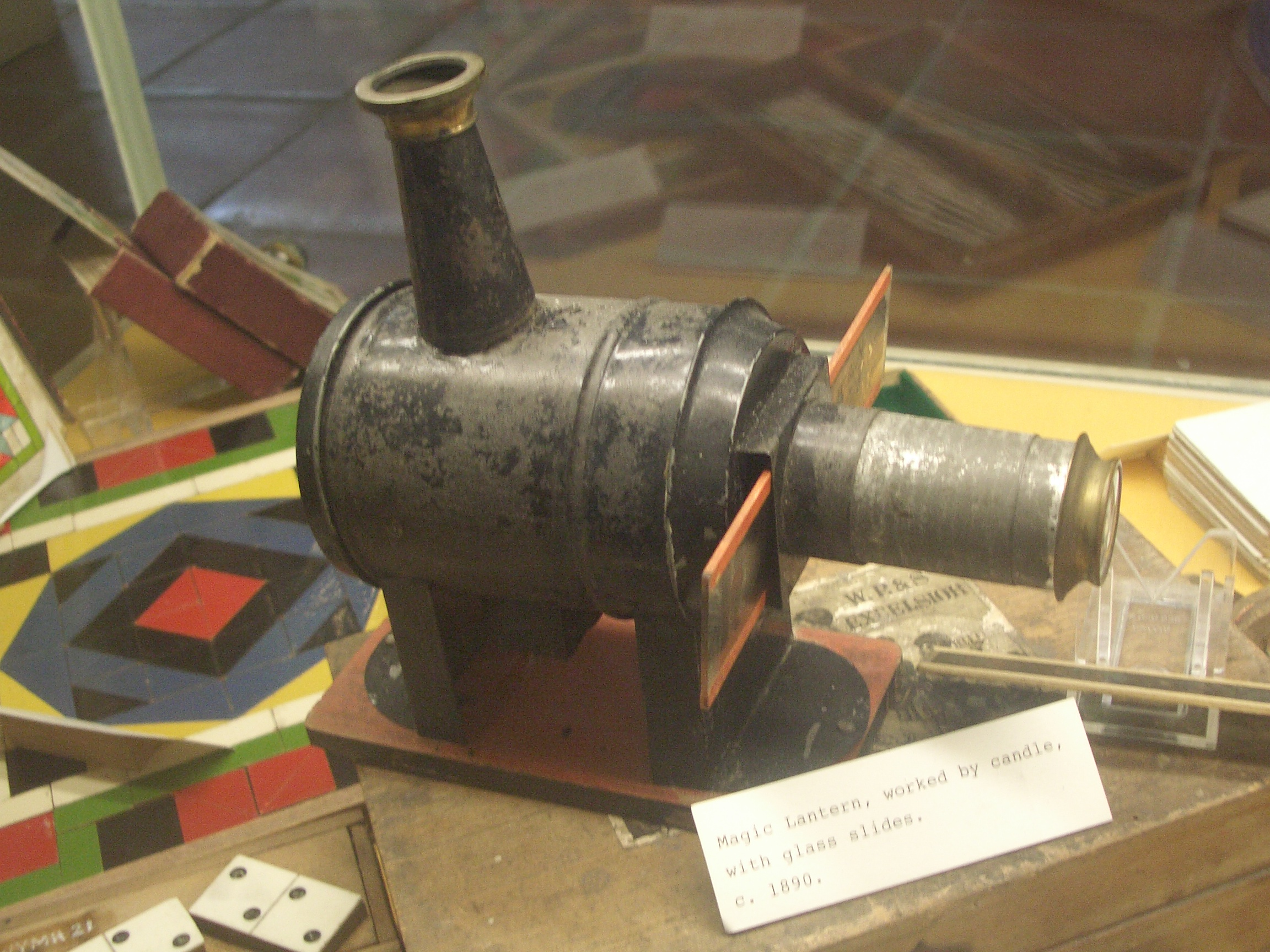
Lanterna magica del 1890

Figura chiave nello spettacolo della lanterna magica (e non solo), era quella dell'imbonitore, cioè di una persona che spiegasse le immagini mostrate oppure, nel caso di una storia che si sviluppava su una sequenza di illustrazioni, raccontasse gli avvenimenti che venivano proiettati. Le immagini da sole infatti non erano sufficientemente chiare per essere capite nel senso dal pubblico, che quindi aveva bisogno di un commento parlato per comprendere a pieno.
Questa figura di narratore presente fisicamente alle rappresentazioni venne conservata anche in tutti gli spettacoli del cinema delle origini, almeno per tutta la fase del cosiddetto cinema delle attrazioni (1895-1908).